# الغزو الروسي للقوقاز

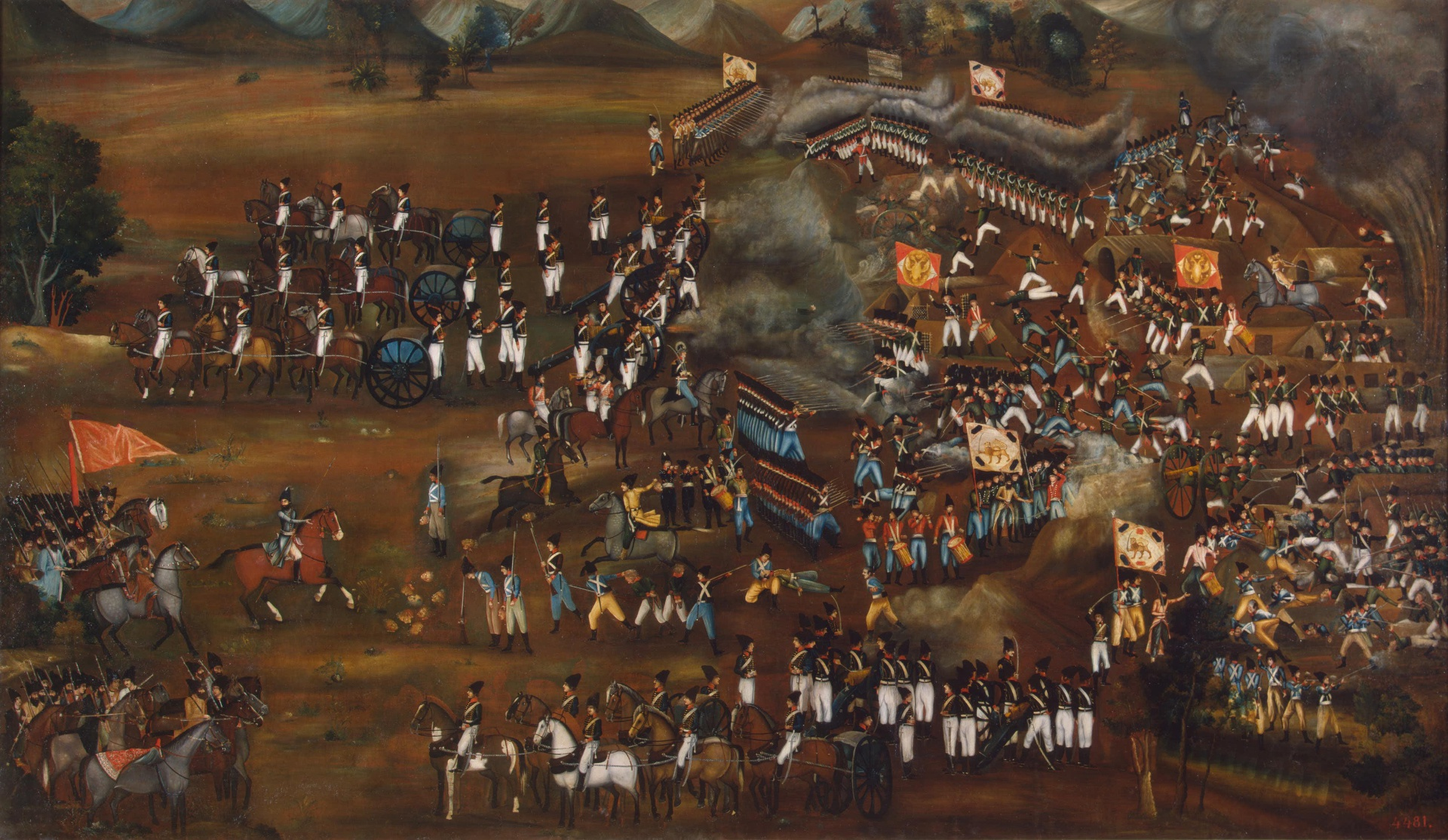

حدث الغزو الروسي للقوقاز بشكل رئيسي بين عامي 1800 و1864. في تلك الحقبة توسعت الإمبراطورية الروسية للسيطرة على المنطقة الواقعة بين البحر الأسود وبحر قزوين وهي أراضي أرمينيا الحديثة وأذربيجان وجورجيا وأجزاء من إيران وتركيا ومنطقة شمال القوقاز لروسيا الحديثة أيضا. خاضت حروب متعددة من أجل بسط السيطرة ضد الحكام المحليين للمناطق وخاضت أيضًا الحروب ضد القوى المهيمنة والدولة العثمانية والإمبراطورية الفارسية وبحلول عام 1864 قامت روسيا بالسيطرة على المناطق الأخيرة.

## التاريخ المبكر
ظهر الروس لأول مرة في منطقة القوقاز في القرن التاسع عندما نزل بعض الروس من نهر الفولجا من أجل التجارة بالقرب من شواطئ بحر قزوين فتطور هذا إلى غارتين كبيرتين في 913 و943. ومن المحتمل أن الغارة الأخيرة كانت قد حصلت في عام 1041. ودخل الروس بتموتاركان شبه جزيرة تامان في نفس الوقت أيضًا.
كانت هناك مجموعة معزولة من القوزاق على نهر تيريك منتصف القرن السادس عشر وفي عام 1550 تأسست مجموعة القوزاق على نهر الدون. تم غزو أستراخان في عام 1556 مما أعطى روسيا قاعدة في الطرف الشمالي من بحر قزوين. وسرعان ما تحالفوا مع قبرديا وبنوا قلعة عند مصب نهر سونزا. بعد سنة 1580 انسحبت روسيا من منطقة القوقاز لمدة 200 عام تقريبًا وبقيت في أستراخان واستوطنت ببطء جنوبًا باتجاه البحر الأسود.
قاتل الرعية الفارسيين القوزاق على نهر سونزا خلال ما يدعى الحرب الروسية الفارسية بين عامي (1651-1653). شن ستينكا رازين غارة على ساحل بحر قزوين في عام 1688. خلال الحرب الروسية الفارسية (1722-1723) غزا بطرس الأكبر الشاطئ الغربي والجنوبي لبحر قزوين، ولكن سرعان ما عادت الأرض عندما أصبحت بلاد فارس أقوى. في عام 1775، بعد وفاة مستكشف روسي في الأسر، أرسلت كاترين حملة تأديبية واستولت على ديربنت لفترة وجيزة. خلال الحملة الفارسية عام 1796، احتلت روسيا مرة أخرى الساحل الغربي لبحر قزوين ولكن تم سحب الحملة عندما ماتت كاثرين.
وراء كل هذا كان التوسع البطيء والثابت لسكان روسيا جنوبًا باتجاه عاصمتها موسكو. كانت روسيا في وضع يمكنها من الدفاع عن نفسها ضد الجيوش والمستعمرين داخل منطقة القوقاز بحلول عام 1800.

## جنوب الجبال
ضمت روسيا شرق جورجيا في عام 1800. وبحلول عام 1806، قام تسيتسيانوف بتوسيع رأس الجسر هذا من البحر الأسود إلى بحر قزوين وحصل على ساحل بحر قزوين. في عام 1813، اضطرت بلاد فارس إلى الاعتراف بفقدان أراضيها الشمالية التي تضم جنوب داغستان الحالية، وشرق جورجيا ومعظم ما هو موجود الآن في جمهورية أذربيجان. في 1818-1826 احكم ييرمولوف الحصار حول الجبال ولكن سرعان ما فقد أغلب هذا الحصار. في عام 1828، استولت روسيا على ما يعرف اليوم بأرمينيا وناخشيفان وتاليش من بلاد فارس. كان للحربين التركيين نتائج قليلة.

### قبل مجيء الروس
كانت منطقة جنوب القوقاز عادة منطقة حدودية بين إمبراطوريتين خلال أيام الإمبراطورية الرومانية، غالبًا ما كان تمركزها في القسطنطينية وبلاد فارس. وتحولت هذه المناطق من إمبراطورية إلى أخرى، وكاز لحكامهم درجات متفاوتة من الاستقلال. ولقد عانى عامة الناس بسبب كثرة الحروب. غالبًا ما كان الحكام المحليون تابعون لإمبراطورية أو أخرى، لكن هذا يمكن أن يختلف من الخضوع الكامل إلى خضوع فارغ غير حقيقي. اعتمد الكثير منهم الحاكم الأقوى للخضوع له. حوالي عام 1750، تم تقسيم المنطقة بين التوابع التركية والفارسية. كان الثلثين الغربيين للمنطقة يسكنها الجورجيين والمسيحيون القدماء، ويسكن أغلب الثلث الشرقي الأذريين والأتراك المسلمين الذين ظهروا كشعب في تاريخ غير معروف. بقيت روسيا تسيطر على أستراخان طويلا في الطرف الشمالي من بحر قزوين وكانت تتقدم بالقرب من البحر الأسود. كان هناك أيضًا قوزاق على طول نهر تيريك الذين سرعان ما ازداد عددهم باتجاه خط شمال القوقاز.

### ضم جورجيا الشرقية
ضم هرقل الثاني من جورجيا الجزأين الشرقيين من جورجيا إلى مملكة كارتلي كاخيتيفي عام 1762. لقد كانت هذه المنطقة تابعة لبلاد فارس لكن بلاد فارس كانت ضعيفة جدًا بعد وفاة نادر شاه. ونتيجة لذلك، كان هرقل الثاني قادرًا على الحفاظ على استقلال دي فاكتو خلال فترة زند بأكملها. بحلول ذلك الوقت كان لدى روسيا عدد لا بأس به من القوات شمال الجبال في أماكن مثل موزدوك. خلال الحرب الروسية التركية (1768–1774) والتي حصلت أغلبها في الغرب، قامت كاثرين بهجوم مضلل في الشرق، وللمرة الأولى استطاع الجنود الروس عبور القوقاز.  عبر غوتليب هاينريش توتلبن مع 400 رجل و4 مدافع ممر داريال إلى تفليس في عام 1769 وفي العام التالي تحصن وذهب إلى مملكة إميرييتي واقتحم منطقة البغدادي وأخذ عاصمة كوتايسي. حاصر بوتي على الساحل بعد أن شتت 12000 تركي. لقد كان التخطيط سيئ إذ تم سحب القوات الروسية إلى خط شمال القوقاز في ربيع عام 1772، وفي يوليوعام 1783 وهو نفس العام الذي تم ضم شبه جزيرة القرم فيه جعل الملك نفسه تابعًا روسيًا بدلًا من أن يكون تابعا فارسي (في معاهدة جورجييفسك). أرسل بافيل بوتيمكين 800 رجل لبدء العمل على الطريق السريع العسكري الجورجي عبر ممر داريال. بحلول أكتوبر 1783 تمكن من القيادة إلى تيفليس في عربة رسمتها ثمانية خيول. في 3 نوفمبر وصلت كتيبتان روسيتان و4 مدافع إلى تفليس على الطريق الجديد. لقد كان يومًا بائسا إذ لاحظ السكان المحليون أن أصدقائهم الجدد قد أحضر معهم الحظ السيء. سُحبت القوات بعد فترة لكن وجودهم أثار استفزاز بلاد فارس. كان آغا محمد خان قاجار يعمل على استعادة السلطة الفارسية وكان يرى أن ملك جورجيا ("جورجيستان)، على أنه ولي متمرد أخر. في عام 1795، استولى على تفليس وسلبها (في معركة كرتسانيسي). لم يستطع فايسروي جودوفيتش الذي التحق بالصفوف العسكرية في يناير 1791 مع 15 كتيبة من المشاة و54 سربًا من الفرسان وفوجين من القوزاق أن يفعل شيئًا. اغتيل اغا محمد عام 1797 بينما كان يستعد لغزو ثان. كانت الحرب الروسية الفارسية (1796) جزئيًا ردًا روسيًا على السطو والسلب الفارسي ومن أجل استعادة تفليس.